# José Francisco Canevaro
Pour les articles homonymes, voir Canevaro.
José Francisco Canevaro Canevaro Valega, duc de Zoagli (3 décembre 1836 à Lima - 15 novembre 1900 à Saint-Geours-de-Maremne), est un diplomate et homme d'État péruvien.

## Biographie
Fils de Giuseppe Canevaro (es), duc de Zoagli, il suit la carrière diplomatique et est ministre plénipotentiaire dans plusieurs capital européennes (Londres, Madrid, ...).
Il est prieur du Tribunal del Consulado de Lima (es) et député au Congrès du Pérou.
Il devient second vice-président du Pérou en 1878.
Marié à María Luisa Soyer de Lavalle, fille de Salvador Soyer Bayot et de Mercedes de Lavalle Cabero (petite-fille de José Antonio de Lavalle y Cortés), il est entre autres le frère de Felice Napoleone Canevaro et de César Canevaro Valega.
Revenant en France après un séjour en Espagne, il meurt à Saint-Geours-de-Maremne près de Dax lors du déraillement du Sud-Express le 15 novembre 1900. Ses obsèques sont prises en charge par la République française.

## Sources
- Ulrich Mücke, Political Culture in Nineteenth-Century Peru: The Rise of the Partido Civil, 2004